# Пэджет, Генри, 1-й маркиз Англси
Генри Уильям Пэджет (англ. Henry William Paget; 17 мая 1768, Лондон — 29 апреля 1854, Лондон) — 2-й граф Аксбридж и 11-й барон Пэджет с 13 марта 1812 года, 1-й маркиз Англси с 4 июля 1815 года, британский военный деятель эпохи наполеоновских войн, фельдмаршал с 9 ноября 1846 года. В 1784—1812 годах использовал титул учтивости «лорд Пэджет».

## Происхождение и титулы
Старший сын сэра Генри Бейли, который после пресечения старшей линии рода в 1770 стал 10-м бароном Пэджетом (и принял фамилию Пэджет, после чего фамилия Бейли более не использовалась), а в 1784 получил титул 1-го графа Аксбриджа (этот титул в 1714—1769 годах также носили представители старшей линии Пэджетов).
В 1815 году его сын-генерал, уже унаследовавший к тому времени титулы отца, за заслуги в битве при Ватерлоо получил от британского короля более высокий титул маркиза Англси, по острову Англси у берегов Уэльса, где находилась его резиденция Плас-Ньюидд, ныне музей. Род маркизов Англси существующий.

## Биография
Образование получил в Вестминстерской школе и в Оксфорде. В 1790—1796 годах представлял в Палате общин небольшой городок в Корнавоне. Одновременно поступил в милицию Стаффордшира, во главе которой стоял его отец. В сентябре 1793 года зачислен в сформированный отцом Стаффордширский пехотный полк волонтеров (это был один из 12 ополченских полков, которые прославились в войне с Францией, позже он был включён в регулярную армию под номером 80) и 12 сентября получил чин подполковника. В июне 1794 года его часть направлена во Фландрию в войска герцога Йоркского Участвовал в сражениях при Флерюсе и Шарлеруа. После отхода в Нидерланды действовал на Рейне и в Бремене и, хотя пробыл в армии только год, получил в командование бригаду.
11 марта 1795 года принят в регулярную армию лейтенантом 7-го полка королевских фузилёров. В том же году он стал капитаном 23-го фузилёрного полка (25 марта), майором 65-го пехотного полка (20 мая), подполковником 16-го лёгкого драгунского полка (15 июня), а 6 апреля 1796 года переведён в 7-й лёгкий драгунский полк. 25 июля 1795 года женился на Каролине Вильерс, дочери графа Джерси (2-м браком, с 1810 был женат на Шарлотте, дочери графа Кадогэна). В 1799 году в составе войск герцога Йоркского участвовал в русско-английской экспедиции в Голландию, командир кавалерийской бригады. Блестяще действовал в сражении у Бергена (2 октября 1799 года). 16 мая 1801 года произведён в полковники. Считался одним из лучших кавалеристов английской армии. 29 апреля 1802 года получил чин генерал-майора, 25 апреля 1808 года — генерал-лейтенанта.
Стал широко известен своими действиями на Пиренейском полуострове. Прибыв в конце 1808 года, был назначен командиром английской резервной кавалерии (кавалерийской дивизии) в армии генерала Д. Мура и осуществлял прикрытие армии при отходе на Корунью. Участвовал в сражении у Саламанки (24 ноября 1808 года), затем действовал у Бадахоса и Майорги. Наибольшую славу ему принесли битва при Бенавенте 28 декабря 1808 года, где он нанёс поражение французской кавалерии и взял в плен её командира — генерала Ш. Лефевра-Денуэтта. Затем командовал на Пиренеях пехотной дивизией, а в сентябре 1809 года включён в состав экспедиции в Данию.

### В битве при Ватерлоо

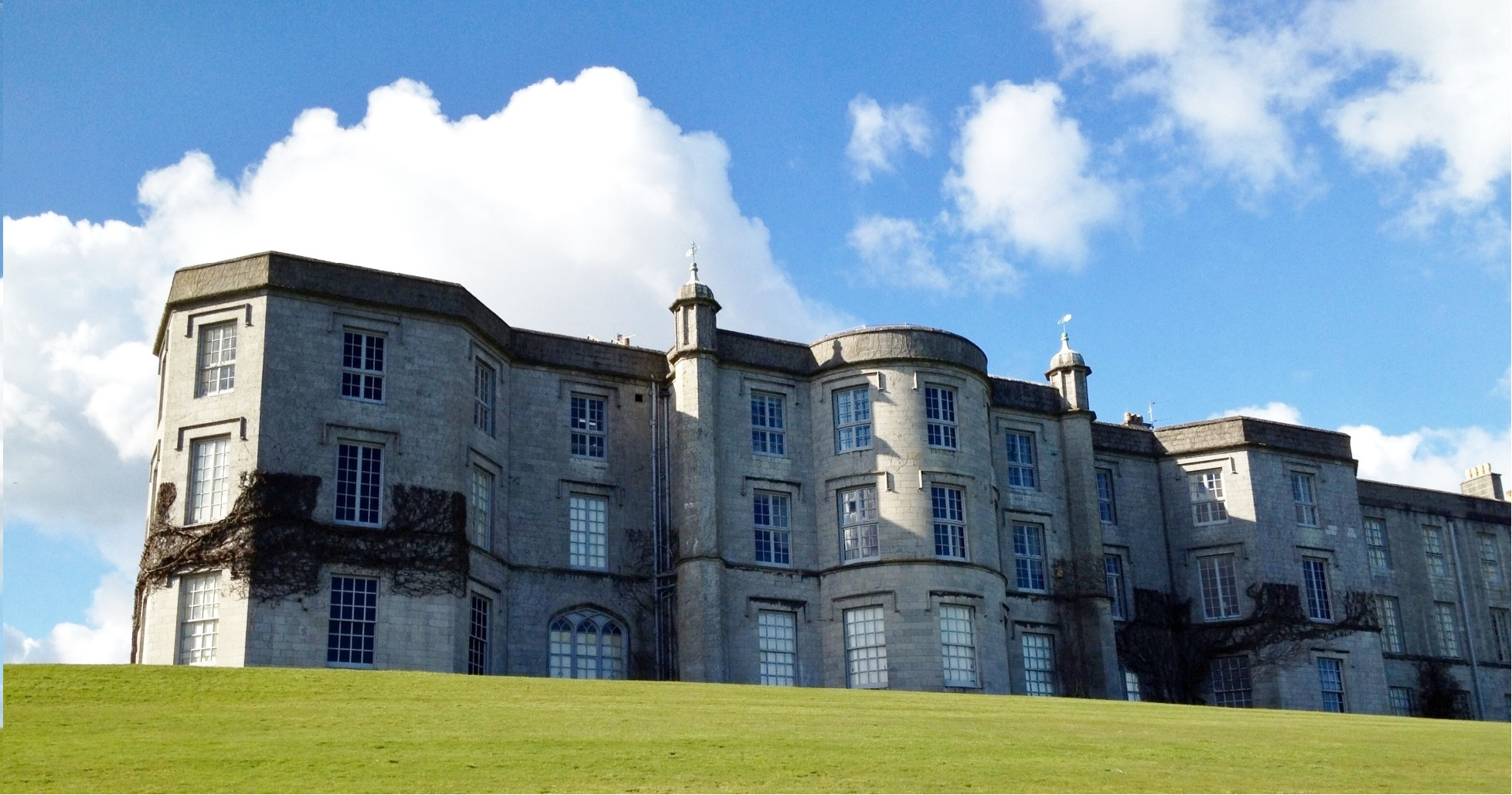
Дворец Плас-Ньюидд, резиденция графов Аксбриджей на остров Англси, Уэльс.

Следующие 5 лет он находился не у дел. 13 марта 1812 года, после смерти отца, стал графом Аксбриджем и бароном Пэджетом; 21 апреля 1812 года занял пост лорда-лейтенанта Англси и занимал его до самой смерти. Весной 1815 года направлен во Фландрию, где возглавил кавалерию и конную артиллерию в армии А. Веллингтона, дислоцированную около Граммона и Нинове. Участвовал в сражении при Картр-Бра.
Во время битвы при Ватерлоо ему были подчинены также и части германской и бельгийской конницы (суммарно почти 14 500 чел.). В критический момент сражения бросил в атаку на французские батареи кавалерию Понсонби и Сомерсета, и, хотя его кавалерия понесла тяжёлые потери, во многом именно благодаря ей англо-голландские войска смогли отбить в первой фазе сражения атаку 1-го корпуса ген. Ж. Друэ д’Эрлона. Затем, когда позиции англичан были атакованы крупными силами (ок. 5 тыс. чел.) французской кавалерии, Аксбридж направил в контратаку несколько своих бригад и отбросил не поддержанного пехотой и артиллерией противника.
Сражение близилось к своему завершению. Французская канонада затихала. В тот момент, когда одно из последних ядер, выпущенных французскими пушками, задело правое колено лорда Аксбриджа, тот находился рядом с Веллингтоном.
 — Чёрт побери, сэр, я потерял ногу! — сказал Аксбридж.
Веллингтон, который в этот момент обозревал поле сражения, опустил подзорную трубу, чтобы взглянуть на рану, и спокойно заметил:
 — Чёрт побери, сэр, это так!
Веллингтон помог Аксбриджу продержаться в седле до тех пор, пока не подоспела помощь.

### После наполеоновских войн
6 августа 1815 года награждён российским орденом Святого Георгия 2-го класса 
За участие в сражении при Ватерло.
12 августа 1819 года произведён в полные генералы.
С 30 апреля 1827 года по 29 января 1828 года — генерал-фельдцейхмейстер. 27 февраля 1828 года назначен лордом-лейтенантом Ирландии. Вступил в конфликт с Веллингтоном, который обвинил его в слишком дружественном отношении к католикам. 28 декабря 1828 года неожиданно отозван (в довольно грубой форме) и после этого сохранял крайне прохладные отношения с Веллингтоном.
В качестве «компенсации» получил почётную должность лорда-лейтенанта Марча. После падения кабинета Веллингтона и прихода к власти кабинета лорда Ч. Грея 23 декабря 1830 года вновь вернулся на пост лорда-лейтенанта Ирландии. Ситуация в Ирландии вышла из-под контроля, и в сентябре 1833 года Англси сложил с себя высокое звание. С 20 декабря 1842 года — почётный полковник Конной гвардии. С 8 июля 1846 года по 27 февраля 1852 года во второй раз занимал пост генерал-фельдцейхмейстера. 9 ноября 1846 года — фельдмаршал.

## Семья
5 июля 1795 года в Лондоне Генри Уильям Пэджет женился первым браком на Кэролайн Элизабет Вильерс (16 декабря 1774 — 16 июня 1835), дочери Джорджа Вильерса, 4-го графа Джерси (1735—1805), и Фрэнсис Вильерс, графини Джерси (1753—1821). У них было восемь детей:
- леди Кэролайн Пэджет (6 июня 1796 — 12 марта 1874); с 1817 года замужем за Чарльзом Гордоном-Ленноксом, 5-м герцогом Ричмондом (1791—1860)
- Генри Пэджет, 2-й маркиз Англси (6 июля 1797 — 7 февраля 1869); с 1819 года женат на Элеоноре Кэмпбелл (1799—1828), внучке Джона Кэмпбелла, 5-го герцога Аргайлла
- леди Джейн Пэджет (13 октября 1798 — 28 января 1876); с 1824 года замужем за Фрэнсисом Конингэмом, 2-м маркизом Конингэмом (1797—1876)
- леди Джорджина Пэджет (29 августа 1800 — 9 ноября 1875); с 1833 года замужем за Эдвардом Крофтоном, 2-м бароном Крофтоном[англ.] (1806—1869)
- леди Августа Пэджет (26 января 1802 — 6 июня 1872); с 1820 года замужем за Артуром Чичестером, 1-м бароном Темплмором[англ.] (1797—1837)
- капитан лорд Уильям Пэджет[англ.] (1 марта 1803 — 17 мая 1873); с 1827 года женат на Фрэнсис де Роттенбург (? — 1875), дочери Фрэнсиса де Роттенбурга
- леди Агнес Пэджет (11 февраля 1804 — 9 октября 1845); в 1829 году вышла замуж за Джорджа Бинга, 2-го графа Страффорда (1806—1886). Они были родителями Джорджа Бинга, 3-го графа Страффорда, Генри Бинга, 4-го графа Страффорда, и Фрэнсиса Бинга, 5-го графа Страффорда
- лорд Артур Пэджет (31 января 1805 — 28 декабря 1825)

В 1809 году Генри Пэджет скандально сбежал с леди Шарлоттой Кадоган (12 июля 1781 — 8 июля 1853), женой Генри Уэллсли (1773—1847) и дочерью Чарльза Кадогана, 1-го графа Кадогана, и Мэри Черчилль. 28 марта 1809 года брат Шарлотты Генри Кадоган вызвал Генри Пэджета на дуэль:
«Милорд, настоящим я прошу вас назвать время и место, где я могу встретиться с вами, чтобы получить удовлетворение за вред, причиненный мне и всей моей семье вашим поведением по отношению к моей сестре. Я должен добавить, что время должно быть как можно раньше, и место должно быть не в непосредственной близости от Лондона, так как только благодаря сокрытию я могу избежать полиции»
.
Дуэль состоялась на Уимблдон-Коммон утром 30 мая. Хасси Вивиан был секундантом лорда Генри Пэджета, а капитан Маккензи — Кадогана. Оба участника разрядили пистолеты, честь была удовлетворена, и стороны покинули поле боя невредимыми.
Жена Генри Пэджета Кэролайн развелась с ним 29 ноября 1810 года, после чего он женился на леди Шарлотте. У них было десять детей, из которых семеро пережили младенчество:
- леди Эмили Пэджет (4 марта 1810 — 6 марта 1893); с 1832 года замужем за Джоном Таунсендом, 1-м графом Сиднеем[англ.] (1805—1890)
- лорд Кларенс Эдвард Пэджет[англ.] (17 июня 1811 — 22 марта 1895); женат на Марте Стюарт Отуэй (? — 1895), младшей дочери адмирала сэра Роберта Отуэя[англ.]
- леди Мэри Кэролайн Пэджет (16 июня 1812 — 20 февраля 1859); с 1838 года замужем за Джоном Монтегю, 7-м графом Сандвичем (1811—1884). Они были родителями Эдварда Монтегю, 8-го графа Сандвича
- лорд Альфред Генри Пэджет[англ.] (29 июня 1816 — 24 августа 1888); женился на Сесилии Уиндем (1829—1914), второй дочери и сонаследнице Джорджа Томаса Уиндема из Кромер-Холла, Норфолк, в 1847 году
- лорд Джордж Пэджет[англ.] (16 марта 1818 — 30 июня 1880); бригадный генерал британской армии
- леди Аделаида Пэджет[англ.] (январь 1820 — 21 августа 1890); в 1851 году вышла замуж за Фредерика Уильяма Кадогана[англ.] (1821—1904), сына Джорджа Кадогана, 3-го графа Кадогана, и его жены Гонории Луизы Блейк. Она написала первую книгу «Игры в терпение» на английском языке, а также другие книги и пьесы[7]
- лорд Альберт Пэджет (декабрь 1821 — апрель 1822)
- лорд Альберт Пэджет (29 мая 1823 — умер в младенчестве)
- леди Элеонора Пэджет (21 мая 1825 — умерла в младенчестве)

## Галерея

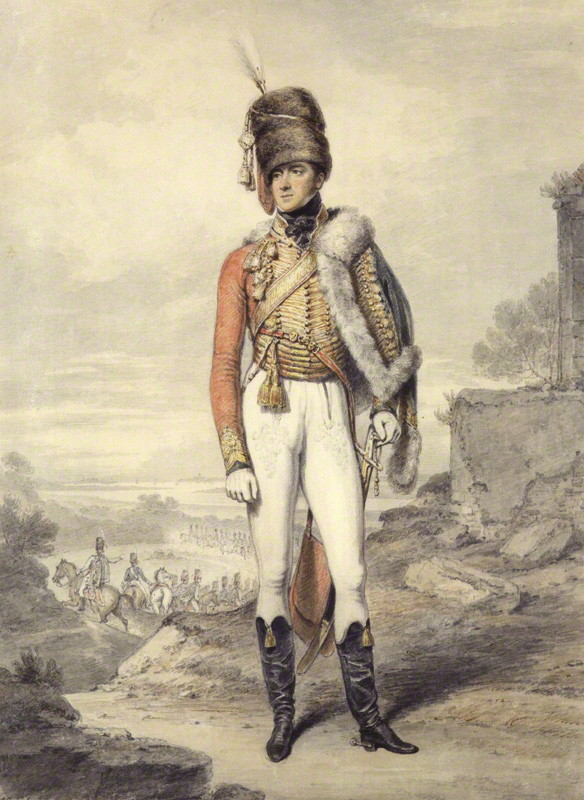
Портрет работы Генри Эдриджа, 1808.
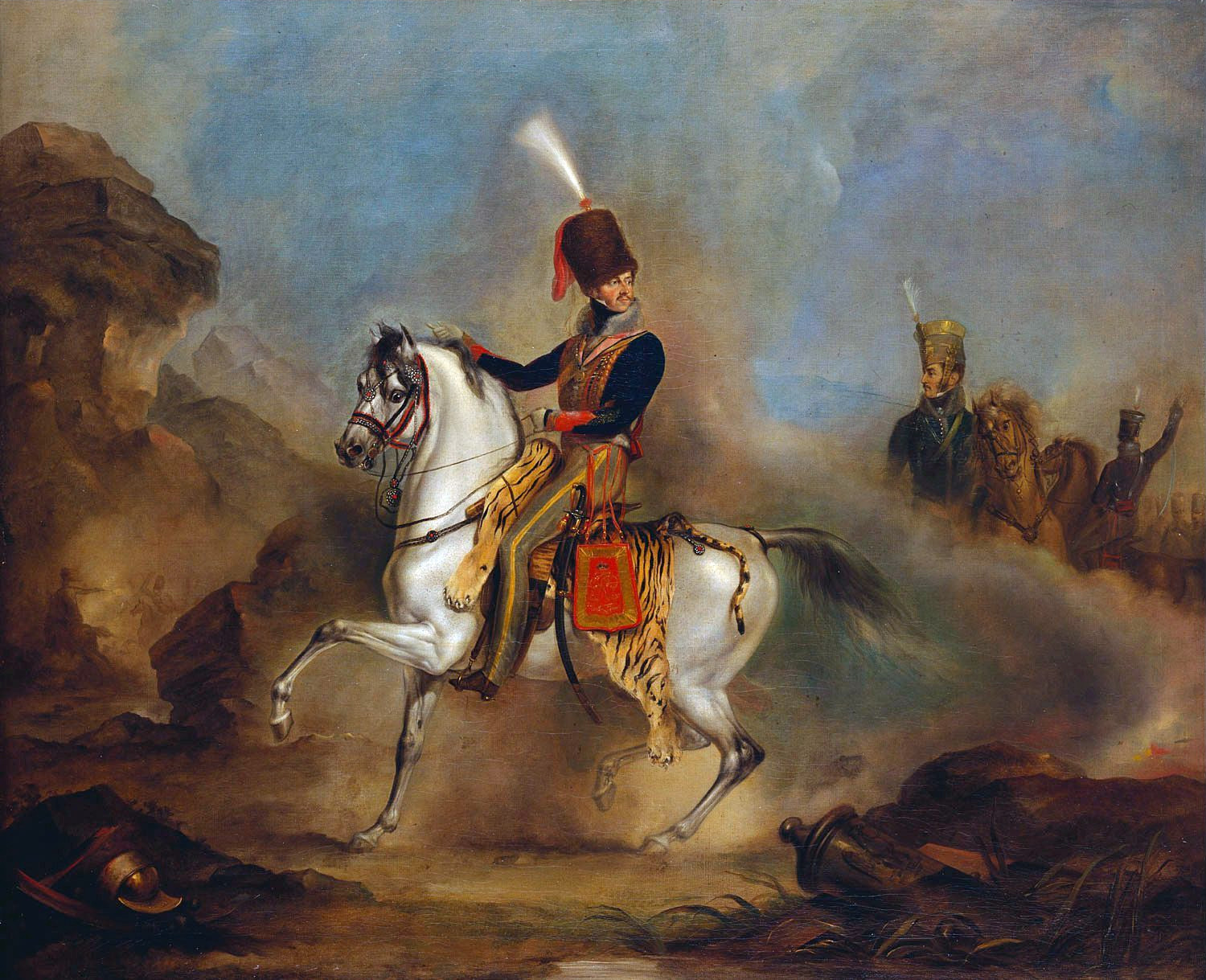
Портрет работы Петера Эдварда Стрёлинга, между 1809—1814.
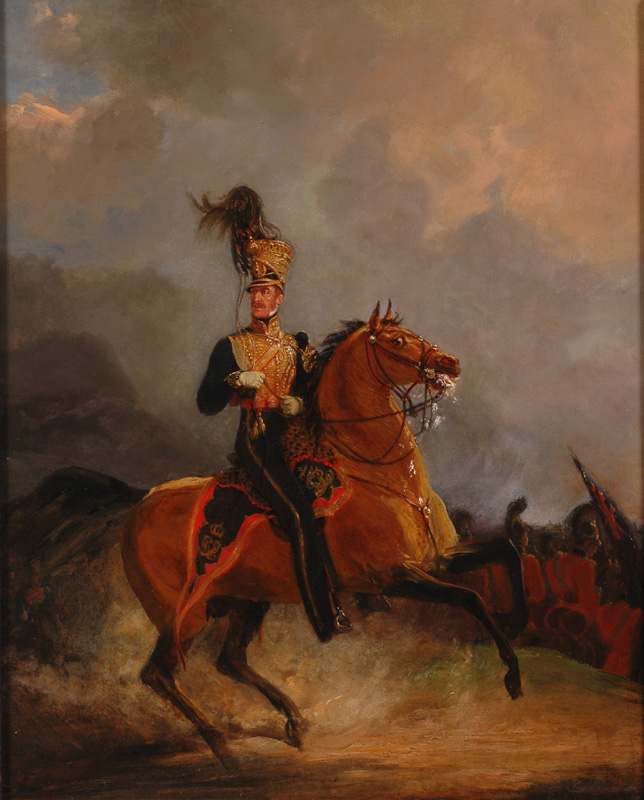
Портрет работы Яна Виллема Пинемана.
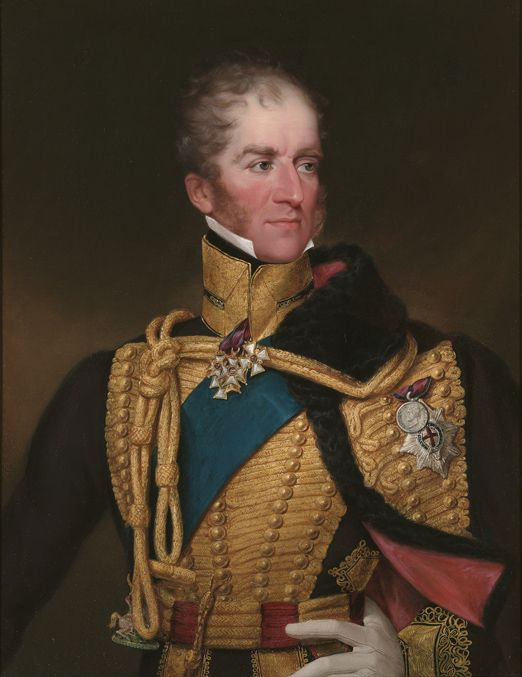
Портрет работы Франсуа Уилкина, около 1825.
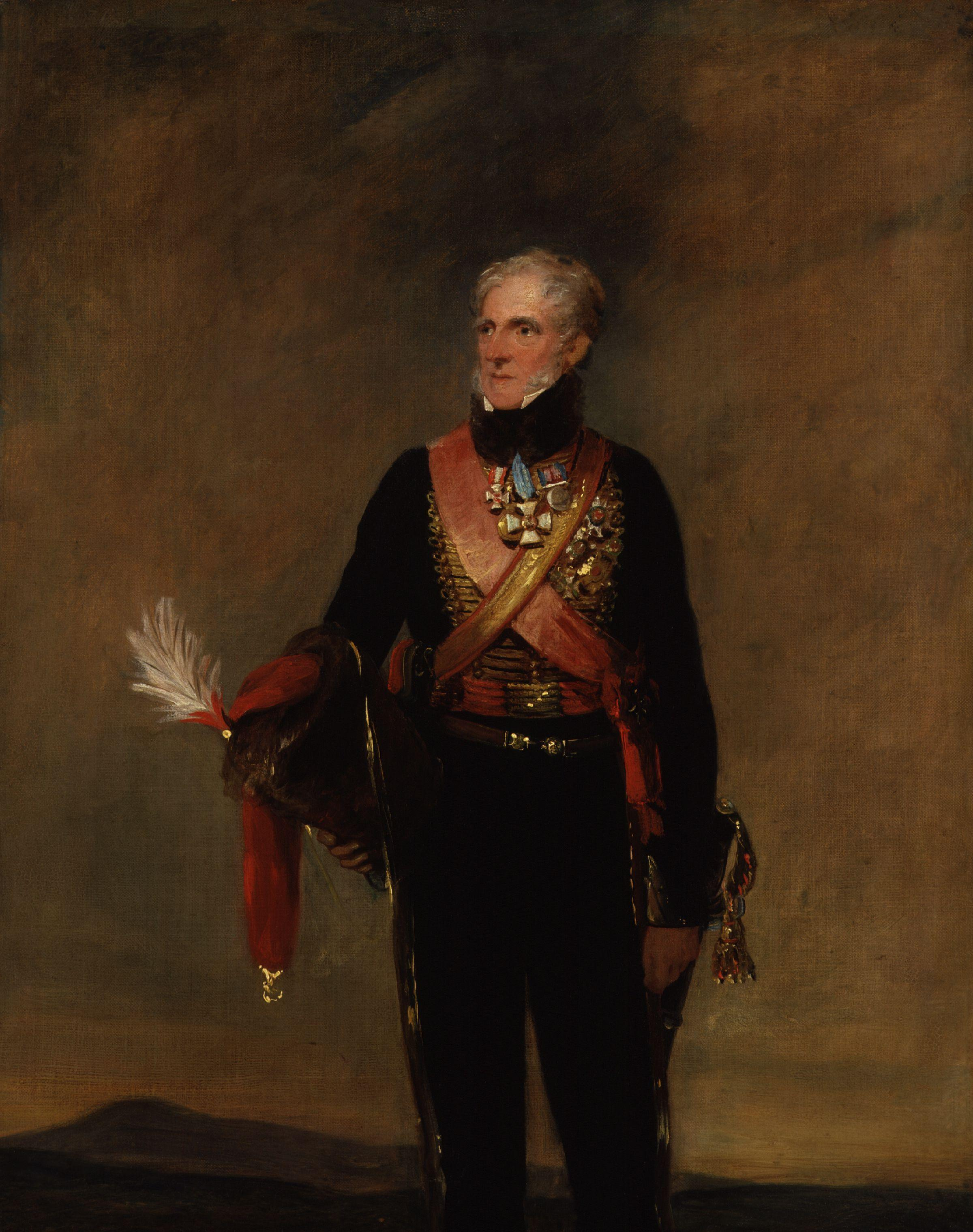
Портрет работы Уильяма Солтера.
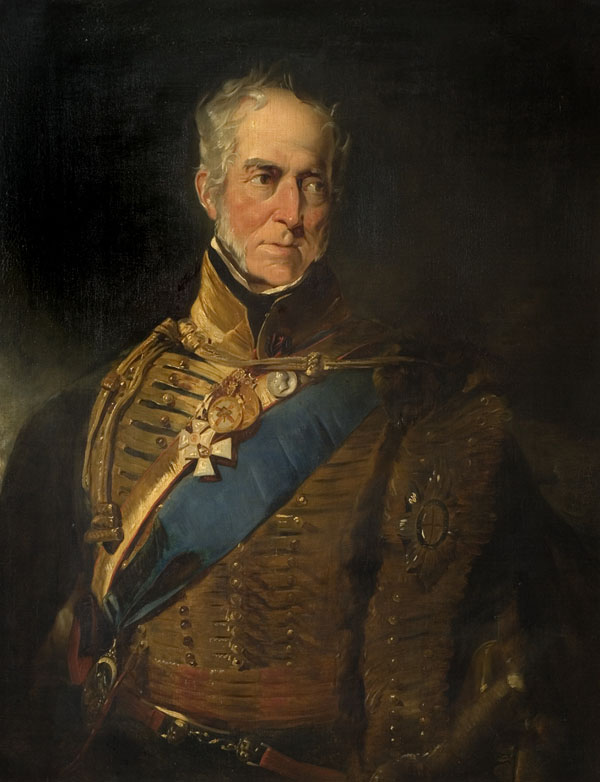
Портрет работы неизвестного художника, 1840.

## Награды
- Кавалер ордена Подвязки (Британская империя)
- Рыцарь Большого креста ордена Бани (Британская империя, 4 января 1815)[8]
- Рыцарь Большого Креста Королевского Гвельфского Ордена (Британская империя)
- Армейская золотая медаль (Британская империя)
- Медаль за Ватерлоо (Британская империя)
- Командор Военного ордена Марии Терезии (Австрийская империя)[9]
- Командор Военного ордена Вильгельма (Королевство Нидерландов)
- Кавалер ордена Святого Георгия II класса (Российская империя, 6 августа 1815)[9]
- Колонна Англси (англ. Marquess of Anglesey's Column) воздвигнута в память о подвигах маркиза Англси в наполеоновских войнах.

## Образ в кино
- «Ватерлоо» (Италия, СССР, 1970) — актёр Теренс Александер[англ.]